# Croton venturii
Espèce
Croton venturii est une espèce de plantes à fleurs du genre Croton et de la famille des Euphorbiaceae, présente au Paraguay et dans le nord-ouest de l'Argentine.
Elle a pour synonyme :
- Croton venturii var. cheirotenos, Croizat